# Иван Маламов
Иван Георгиев Маламов е български офицер, бригаден генерал.

## Биография
Роден е на 10 май 1973 г. в благоевградското село Копривлен. През 1992 г. завършва Техникума по механотехника със специалност „Технология на машиностроенето“. Завършва специалност „Експлоатация и ремонт на зенитно-ракетни комплекси“ във Висшето военно училище за артилерия и противовъздушна отбрана в Шумен през 1997 г. Допълнително завършва магистърските програми „Организация и управление на логистичното осигуряване на оперативни и тактически формирования“ и „Стратегическо ръководство на отбраната и въоръжените сили“ (първенец на випуска) във Военна академия. Службата си започва като помощник-началник на отделение за регламентно-настроечни работи в трета мотострелкова дивизия в Благоевград (1997 – 1999). От 1999 г. е началник на отделението до 2000 г. От 2000 до 2001 г. е командир на взвод в трета мотострелкова дивизия. От 2001 г. е командир на взвод в 110-и логистичен полк. След това е последователно командир на рота (2002 – 2008), началник на отделение в щаба (2008 – 2009), командир на батальона за ремонт на въоръжение (2009 – 2015) и заместник-командир на полка (2015 – 2016). От 1 септември 2017 г. е полковник. От 1 септември 2017 г. до 12 август 2019 г. е командир на 110-и логистичен полк в Пловдив. От 14 август 2019 г. е началник на Националния военен университет. На 28 септември 2020 г. е удостоен с висше офицерско звание бригаден генерал. На 1 април 2025 г. е освободен от длъжността началник на Националния военен университет.

## Военни звания
- Лейтенант (1997)
- Полковник (1 септември 2017)
- Бригаден генерал (28 септември 2020)

## Образование
- Техникум по механотехника, Благоевград – 1988 – 1992
- ВВУАПВО „Панайот Волов“ – 1992 – 1997
- Факултет „Командно-щабен“, ВА „Г. C. Pаковски“ – 2005 – 2007
- Факултет „Национална сигурност и отбрана“, ВА „Г. C. Pаковски“